# Hiéroglyphe égyptien M29
La gousse de caroube, en hiéroglyphes égyptiens, est classifiée dans la  section M « Arbres et plantes » de la liste de Gardiner ; cet hiéroglyphe y est noté M29.

## Représentation
Il représente une gousse de caroube (Ceratonia siliqua). Il est translittéré nḏm.

## Utilisation
| M29 | M1 |

| M29 | M1 |

| M29 | m | Y1V |

| M29 | m | Y1V |

plaisant, sain, à l'aise » et apparentés.
| s | s | M29 | m | M1 |

| s | s | M29 | m | M1 |

| s | s | D | U31 |

| s | s | D | U31 |

| s | s | D | U31 |

| s | s | D | U31 |

| s | s | D · m |

| s | s | D · m |